# 奈良北インターチェンジ
奈良北インターチェンジ（ならきたインターチェンジ）は奈良県奈良市で事業中の京奈和自動車道（大和北道路）のインターチェンジである。名称は仮称である。
和歌山方面のみのハーフICで、京都方面のみのハーフICである木津ICと対を成す形となる。

## 周辺情報
- JR大和路線（関西本線） 平城山駅
- ガーデンモール木津川

## 接続する道路
- 国道24号（奈良バイパス）（予定）

## 隣
E24 京奈和自動車道（大和北道路）
(7) 木津IC - 奈良北IC（仮称・事業中） - 奈良IC（仮称・事業中）